# Даутли
Даутли (грч. Δαφνοχώρι, Дафнохори) је насељено место у општини Кукуш у периферији Средишња Македонија, Грчка. Према попису из 2021. године било је 39 становника.
Према бугарском географу и историчару, Василу Канчову, у Даутлију је 1900. године живело 90 Словена хришћана. Током Другог балканског рата грчка војска је запалила село а становништво је протерано. Већина избеглих породица се населила у околини Струмице. Касније су насељене грчке избеглице из Турске којих је на попису из 1928. године било 175.